# نينا بينزارونيه
نينا بينزارونيه (من مواليد 24 نوفمبر 2006) هي لاعبة تزلج فني على الجليد بلجيكية حصلت على الميدالية البرونزية الأوروبية لعام 2024 وحاصلة على ميدالية الجائزة الكبرى للاتحاد الدولي للتزلج مرتين، وهي واحدة من امرأتين بلجيكيتين فقط حصلتا على ميدالية في تلك الأحداث.
احتلت المركز الحادي عشر في كل من بطولة العالم للتزلج الفني على الجليد 2023 وبطولة العالم للتزلج على الجليد للناشئين 2022. على المستوى المحلي هي البطلة الوطنية البلجيكية لعام 2024 وبطلة وطنية للناشئين مرتين (2020، 2022).

## نشأتها
ولدت نينا في 24 نوفمبر 2006 في بروكسل، بلجيكا والدها ماريو بينزارونيه من أصل إيطالي، بينما والدتها لورانس نوفاليه بلجيكية من بروكسل. لديها أخت أكبر منها تدعى ليلي، وهي أيضًا متزلجة على الجليد، لغة نينا الأم هي الفرنسية لكنها تتزلج في فلاندرز وتذهب إلى المدرسة باللغة الهولندية. ولأن والدها من أصول إيطالية، فقد درست اللغة الإيطالية لمدة عام كلغة رابعة لكنها لا تتكلمها. بدأت في تعلم كيفية التزلج في عام 2010 عندما كان في الثالثة من عمره. لقد تبعت شقيقتها ليلي التي أصبحت مهتمة بعد مشاهدة التزلج على الجليد على شاشة التلفزيون.